# Liste der Monuments historiques in Savigny-sur-Ardres
Die Liste der Monuments historiques in Savigny-sur-Ardres führt die Monuments historiques in der französischen Gemeinde Savigny-sur-Ardres auf.

## Liste der Immobilien
| Bezeichnung      | Beschreibung           | Standort                      | Kennzeichnung | Schutzstatus | Datum | Bild           |
| ---------------- | ---------------------- | ----------------------------- | ------------- | ------------ | ----- | -------------- |
| Kirche St-Martin | ab dem 12. Jahrhundert | Rue Perrier de Savigny (Lage) | PA00078852    | Classé       | 1921  | weitere Bilder |

## Liste der Objekte
| Bezeichnung                                                 | Beschreibung                                                            | Standort                       | Kennzeichnung | Schutzstatus | Datum | Bild |
| ----------------------------------------------------------- | ----------------------------------------------------------------------- | ------------------------------ | ------------- | ------------ | ----- | ---- |
| Kirchenfenster mit Szenen aus dem Leben des heiligen Martin | aus dem 16. Jahrhundert                                                 | in der Kirche St-Martin (Lage) | PM51001022    | Classé       | 1921  |      |
| Türflügel des Seitenportals                                 | Holz, 16. Jahrhundert                                                   | in der Kirche St-Martin (Lage) | PM51001021    | Classé       | 19211 |      |
| Altarkreuz                                                  | Silber, vergoldet, 19. Jahrhundert                                      | in der Kirche St-Martin (Lage) | PM51001964    | Inscrit      | 2002  |      |
| Skulptur Madonna mit Kind                                   | Stein, farbig gefasst, 15. Jahrhundert                                  | in der Kirche St-Martin (Lage) | PM51001959    | Inscrit      | 1974  |      |
| Skulptur eines Bischofs                                     | ohne Kopf; Stein, 16. oder 18. Jahrhundert                              | in der Kirche St-Martin (Lage) | PM51001962    | Inscrit      | 2002  |      |
| Taufbecken                                                  | Stein, 15. Jahrhundert                                                  | in der Kirche St-Martin (Lage) | PM51001020    | Classé       | 1908  |      |
| Skulptur Heiliger Vinzenz                                   | Stein, farbig gefasst, 18. Jahrhundert                                  | in der Kirche St-Martin (Lage) | PM51001960    | Inscrit      | 1974  |      |
| Triumphboden und -kreuz                                     | Schmiedeeisen, bemalt und vergoldet, zweite Hälfte des 19. Jahrhunderts | in der Kirche St-Martin (Lage) | PM51001965    | Inscrit      | 1974  |      |
| Skulptur Heilige Katharina                                  | ohne Kopf; Stein, 16. Jahrhundert                                       | in der Kirche St-Martin (Lage) | PM51001961    | Inscrit      | 1974  |      |
| Taufaltar                                                   | Retabel; Holz, farbig gefasst und vergoldet, 18. Jahrhundert            | in der Kirche St-Martin (Lage) | PM51001963    | Inscrit      | 1974  |      |